# Delta (Colorado)
Delta település az Amerikai Egyesült Államok Colorado államában, Delta megyében, melynek megyeszékhelye is. Lakosainak száma 9035 fő (2020. április 1.).

## Népesség
A település népességének változása:

| 2010 | 8 915 |
| 2020 | 9 035 |